# Хойхера
Хойхера (Heuchera) е вид покритосеменно растение от семейство Каменоломкови. Цъфти многогодишно. Издържа от слънчеви до полусенчести места. Издръжливо растение / – 20 С-+/, с умерени нужди от поливане. Подходящо за бордюр и алпинеумни и съчетания. Освен красиви и ефектни, те са и непретенциозни, устойчиви на болести и вредители и лесни за отглеждане.

## Описание
Това са многогодишни тревисти растения, достигащи на височина около 50 см. Развиват силно коренище. Листата са събрани в прикоренова розетка. Те са на дълги дръжки, длановидно нарязани на 5 до 9 дяла, назъбени. Цветовете са дребни, многобройни, разположени на върха на нежни стъбла, които излизат измежду листата. Ботаническото име цветето е получило в чест на немския ботаник Хойхер. Англичаните го наричат „петнист здравец“, а в България е известно като „сълзата на поета“ или „зимно мушкато“.

## Отглеждане
Почвата трябва да е лека, хумусна и влажна, но не и такава, която задържа излишна влага. Хранителните вещества не бива да са в излишък, затова не се препоръчва често и обилно торене. Същото се отнася и до поливането – крайностите трябва да се избягват.
От недотам ефектните природни видове хойхера съвременните селекционери са създали оригинални, красиви сортове, които печелят обичта на цветарите по целия свят. Тъй като корените имат склонност да излизат над почвата, хойхерите редовно трябва да се загърлят и засипват. Освен това трябва на 4-5 години да се разделят туфите, на които средата се е оголила, и да се засаждат на нови места. Така и най-лесно се размножават. Размножаването със семена също не е трудно, но младите растения зацъфтяват на третата година.
Освен в градината, хойхерата може да се отглежда и като саксийно цвете или сандъчета на балкони и тераси. Подходяща е смес от равни части градинска почва, листовка и пясък. Зимата могат да прекарат на открито.

## Видове
- Heuchera abramsii – San Gabriel Alumroot
- Heuchera alpestris – San Bernardino Alumroot
- Heuchera americana – American Alumroot
- Heuchera brevistaminea – Laguna Mountain Alumroot
- Heuchera x brizoides – Coral Bells (Hybrids)
- Heuchera cespitosa – Tufted Alumroot
- Heuchera chlorantha – Green-flowered Alumroot
- Heuchera cylindrica
- Heuchera duranii – Duran's Alumroot
- Heuchera elegans – Urnflower Alumroot
- Heuchera hirsutissima – Shaggy-haired Alumroot
- Heuchera maxima – Island Alumroot, Jill-of-the-Rocks
- Heuchera merriamii – Merriam's Alumroot
- Heuchera micrantha – Crevice Alumroot, Smallflower Alumroot
- Heuchera parishii – Mill Creek Alumroot
- Heuchera parvifolia
- Heuchera pilosissima – Seaside Alumroot
- Heuchera pulchella – Sandia Alumroot
- Heuchera rubescens
- Heuchera sanguinea – Coral Bells
- Heuchera villosa – Hairy Alumroot
- Heuchera wootonii – Wooton's Alumroot

## Галерия
- Heuchera sanguinea
- Heuchera
- Heuchera maxima
- Heuchera 'Starry Night'
- H. americana 'Green Spice'